# سوزان هافونا
سوزان هافونا انگلیسی: Susan Hefuna؛ زادهٔ ۱۹۶۲ (۶۲–۶۳ سال) یک هنرمند بصری، آلمانی-مصری است. وی در قاهره و همچنین کشور آلمان زندگی می‌کند.ا